# SpVgg Rheine
Die SpVgg Rheine war ein Sportverein aus Rheine im Kreis Steinfurt. Die erste Fußballmannschaft spielte ein Jahr lang in der höchsten Amateurliga Westfalens.

## Geschichte
Die Spielvereinigung 09 Rheine entstand im Jahre 1919 durch die Fusion des 1909 gegründeten SV Rheine mit dem SC Ballsport Rheine und dem FC Hertha Rheine. Nach mehreren dritten Plätzen in der Bezirksklasse Emsland wurde die Spielvereinigung im Jahre 1952 Meister und stieg in die Landesliga Westfalen auf, die seinerzeit die höchste Amateurliga des Landes war. Das Gastspiel im westfälischen Oberhaus endete nach einem Jahr unglücklich mit dem Abstieg. Die Mannschaft beendete die Saison punktgleich mit dem SC Hassel, der TSG Dülmen und den Sportfreunden Gladbeck. Nach der Abstiegsrunde waren die Rheiner und die Gladbecker punktgleich. Gladbeck gewann das Entscheidungsspiel im neutralen Münster mit 2:1.
1957 gelang der Wiederaufstieg in die Landesliga, die nach der Einführung der Verbandsliga Westfalen im Jahr zuvor nur noch die zweithöchste westfälische Spielklasse war. Nach zwei Jahren Abstiegskampf ging es 1959 zurück in die Bezirksklasse. Am 12. Juli 1969 fusionierte die SpVgg mit dem BV zum FC Rheine. Dieser stieg im gleichen Jahr in die Landesliga auf und fusionierte am 27. Juni 1971 mit dem Borussia-Nachfolger Rot-Weiß Rheine zum VfB Rheine, der wiederum am 10. Juli 1994 in dem FC Eintracht Rheine aufging.

## Persönlichkeiten
- Friedel Mensink